# Misa

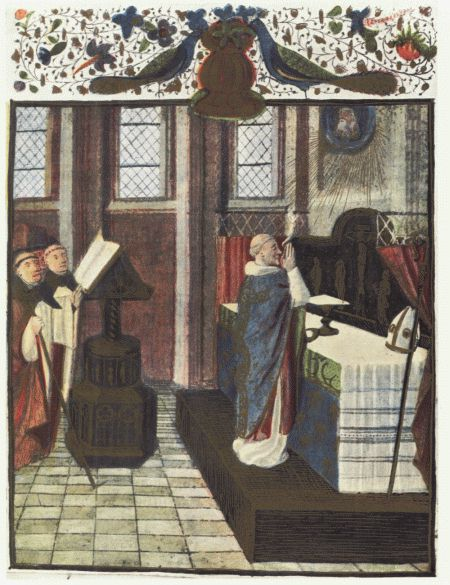
Miniatura donde se representa el rezo de una misa pontifical de rito romano,, Museo Británico

La Misa es la liturgia y celebración eucarística, considerado el acto más elevado en la Iglesia católica, en las ortodoxas orientales y otras denominaciones cristianas, ya que el sacramento de la Eucaristía es el centro y el compendio de todo el cristianismo, y todos los demás sacramentos se ordenan para este fin.
La Iglesia católica la denomina "Santa Misa"; Divina Liturgia para los ritos orientales católicos, la Iglesia ortodoxa y la Iglesia copta y Santa Cena en la Comunión anglicana y algunas confesiones protestantes, entre ellas el luteranismo. Según los Evangelios, Lc.22,19 por ejemplo, la Misa fue instituida por Jesucristo en la Última Cena con sus apóstoles.
El Catecismo de la Iglesia católica enseña que en la Santa Misa se hace presente el mismo sacrificio del calvario al celebrar el sacramento de la Eucaristía. En ella el sacerdote celebrante, que representa a Cristo (alter Christus) consagra el pan y el vino pronunciando una fórmula sacramental (palabras de la consagración para los latinos, epíclesis para los orientales) que causa la transubstanciación, transformándolos en el cuerpo y la sangre de Cristo.

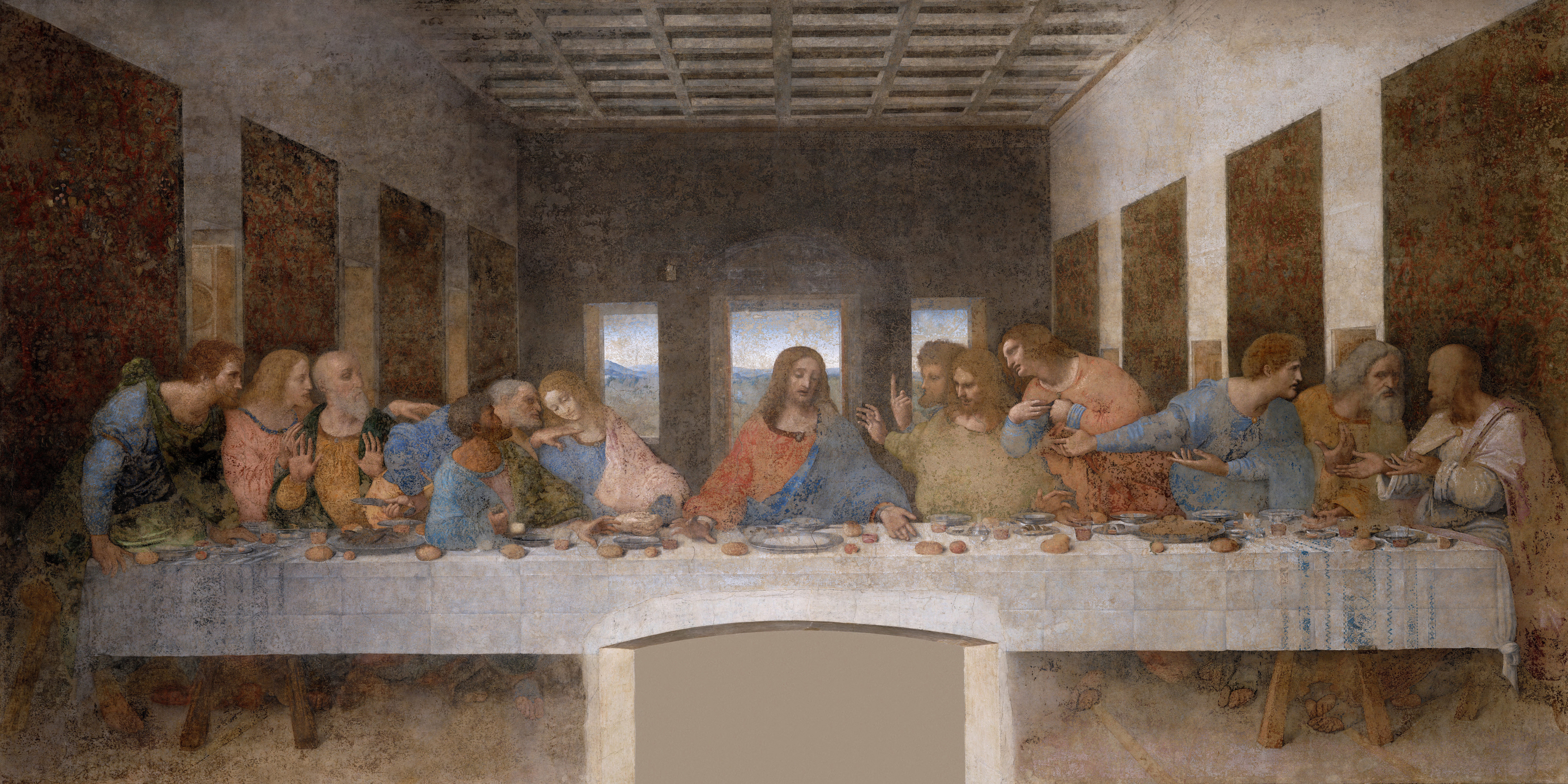
La Última Cena, de Leonardo da Vinci.

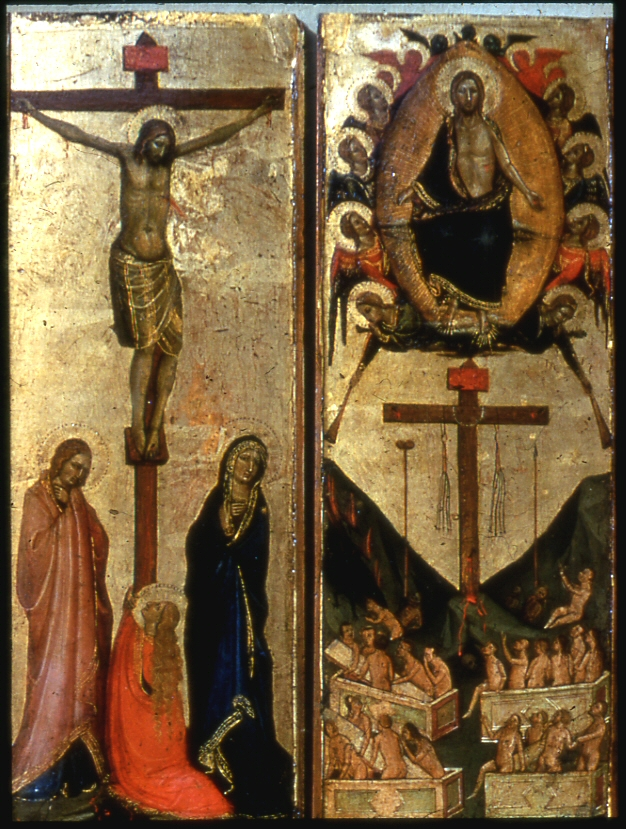
Crucifixión y Juicio Final de Jacopo del Casentino. Tabla a la témpera y pan de oro c. 1340-1349, Museo Walters, Baltimore. Donde vemos tanto el sacrificio de Cristo en la Cruz como la posterior aplicación y exposición de su méritos conseguidos por su Holocausto ante la Humanidad entera juzgada.

## Definición y orígenes
El término misa se originó en el siglo IV para despedir a los fieles al final de la ceremonia eucarística (Ite, missa est) y, luego, a toda la celebración o bien a la segunda parte de la misma (la actual celebración eucarística), según datos de San Isidoro de Sevilla (Etimologías 6,9). Explicaciones posteriores prefieren su derivación de la palabra latina missio. De ese modo, la misa no sería otra cosa que vivir en la vida práctica lo que se ha aprendido y vivido en la liturgia eucarística. Según el Catecismo Mayor de San Pío X la misa es:

¿Qué es, pues, la santa Misa? - La santa Misa es el Sacrificio del Cuerpo y Sangre de Jesucristo, que se ofrece sobre nuestros altares bajo las especies de pan y de vino en memoria del sacrificio de la Cruz.
Catecismo Mayor. Cuarta parte: de los sacramentos, Capítulo V - 1º, cuestión 655

La misa es el sacrificio que fue prefigurado en los sacrificios que la religión natural y después la religión judía según narra la ley mosaica.
Los sacrificios de la religión natural fueron los ofrecidos por Abel, Noé, Abraham o Melquisedec.

## Fines
El Sacrificio de la Santa Misa se ofrece a Dios para cuatro fines: 1º., para honrarle como conviene, y por esto se llama latréutico; 2º., para agradecerle sus beneficios, y por esto se llama eucarístico; 3º., para aplicarle, para darle alguna satisfacción de nuestros pecados y para ofrecerle sufragios por las almas del purgatorio, por lo cual se llama propiciatorio; 4º., para alcanzar todas las gracias que nos son necesarias, y por esto se llama impetratorio.
Catecismo mayor de S. Pío X cuestión 660; parte cuarta de los sacramentos, capítulo V - 1º

Ya el concilio de Trento en los cánones [1743 DS] [Denz 940] y [1753 DS] [Denz 950] lo enseña y puntualiza: 

Si alguno dijere que el sacrificio de la Misa sólo es de alabanza y de acción de gracias, o mera conmemoración del sacrificio cumplido en la cruz, pero no propiciatorio; o que sólo aprovecha al que lo recibe; y que no debe ser ofrecido por los vivos y los difuntos, por los pecados, penas, satisfacciones y otras necesidades, sea anatema [cf. 1743 DS].
 Can. 3 Cap. 9 Ses. XXII Concilio de Trento; 1753 DS

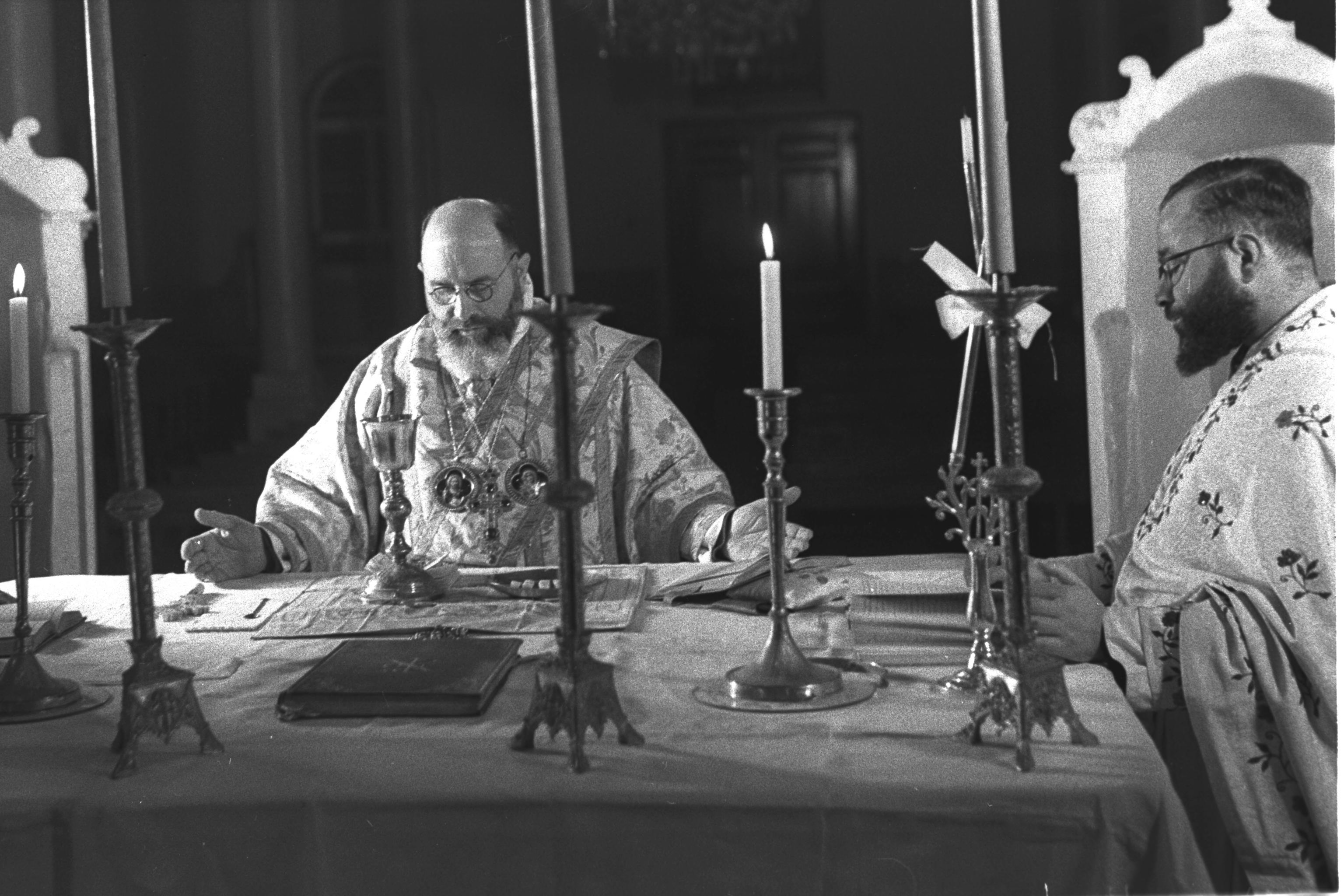
El arzobispo Georgios Hakim celebrando misa por el rito greco-melquita en Haifa el día de Navidad.

Para Lutero, la misa es un sacrificio de alabanza, un acto de alabanza y acción de gracias, pero no un sacrificio expiatorio que recrea el Sacrificio del Calvario y aplica sus méritos. En la época de la Reforma en Wittemberg se abolió la misa privada, se instauró la cena bajo las dos especies y hubo supresión de ornamentos religiosos, imágenes y altares laterales. En algunas iglesias católicas que fueron reformadas aún puede observarse la conservación de algunas imágenes en los retablos y otros elementos del culto católico que normalmente, en su gran mayoría, fueron destruidos.

## Patrimonio litúrgico
Dependiendo de cada rito, la Misa, Divino Oficio o Divina Liturgia se compone tradicionalmente de dos partes: Una de Liturgia de la Palabra y la Liturgia Eucarística. También son llamadas la Misa de los catecúmenos o Ante-misa, hoy llamada Liturgia de la Palabra y la Misa de los fieles, hoy denominada Liturgia Eucarística. 

### Concurso de ritos
Actualmente existen 23 ritos litúrgicos católicos en total, entre latinos y orientales. También conocidos como Adaptaciones, aunque el contenido medular debiera ser siempre el mismo en toda la Iglesia. En España, destaca en especial el antiguo rito mozárabe.

## Estructura del rito romano actual

### Ritos de entrada

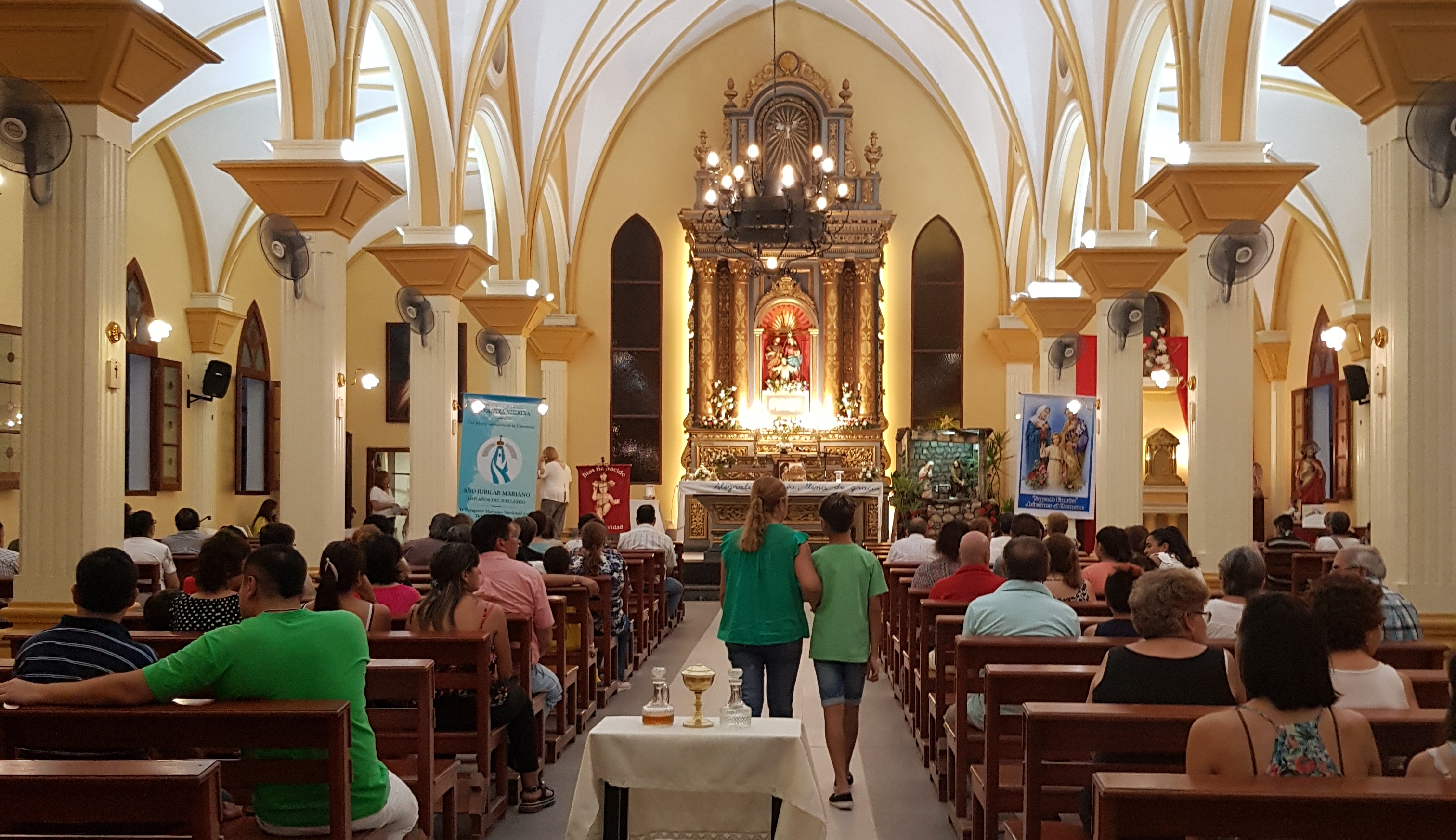
Ingreso a Misa

Son todos aquellos pasos que introducen a los fieles (asamblea) en la celebración. Estos ritos iniciales, que preceden a la Liturgia de la Palabra, incluyen el canto de entrada, el saludo inicial, el acto penitencial, el "Señor, ten piedad" o Kyrie eleison, el Gloria y la Oración colecta, y tienen como objetivo hacer que los fieles reunidos constituyan una comunión y se dispongan a escuchar y participar como conviene la Palabra de Dios y a celebrar dignamente la Eucaristía. Tienen un carácter de exordio (preámbulo), preparación e introducción. En algunas celebraciones que se unen con la Misa, los ritos iniciales se omiten o se realizan de un modo peculiar. 

#### Saludo inicial
Terminado el canto de entrada, el sacerdote, de pie junto a la sede, hace la señal de la cruz junto con toda la asamblea y saluda al pueblo reunido. A continuación el sacerdote, por medio del saludo, manifiesta a la asamblea reunida la presencia del Señor. Con este saludo y con la respuesta del pueblo queda de manifiesto el misterio de la Iglesia congregada. Terminado el saludo al pueblo, el sacerdote o el diácono o un ministro laico puede introducir a los fieles en la Misa del día con brevísimas palabras (monición de entrada). Excepcionalmente, esto puede variar, principalmente si hay Dignatarios de la Curia Romana, teniendo la palabra el Obispo Diocesano.

#### Acto penitencial
Se pide perdón a Dios por los pecados cometidos diciendo el Kyrie ("Señor, ten piedad") –a veces precedido del Confiteor ("Yo pecador")–. Después, el sacerdote invita al acto penitencial que, tras una breve pausa de silencio, realiza toda la comunidad con la fórmula de la confesión general y se termina con la absolución del sacerdote, que no tiene la eficacia propia del sacramento de la penitencia. Solo elimina los pecados veniales, no los mortales. Los domingos, sobre todo en el tiempo pascual, en lugar del acto penitencial acostumbrado, puede hacerse la bendición y aspersión del agua en memoria del bautismo. También se realiza la aspersión en las misas de envío. Esto se suprime en la misa de Miércoles de Ceniza, en la Vigilia Pascual y en la toma de posesión canónica de un obispo en su catedral, debido a que en su lugar, se da lectura a la bula papal o decreto pontificio de la congregación para los obispos.[cita requerida]

#### Señor, ten piedad
Después del acto penitencial, se dice el Señor, ten piedad, a no ser que este haya formado ya parte del mismo acto penitencial. Siendo un canto con el que los fieles aclaman al Señor y piden su misericordia, regularmente deben hacerlo todos, es decir, toman parte en este, el pueblo y el coro o un cantor. Cada una de estas aclamaciones se repite, normalmente, dos veces, pero también cabe un mayor número de veces, según el genio de cada lengua o las exigencias del arte musical o de las circunstancias. Cuando se canta el Señor, ten piedad como parte del acto penitencial, a cada una de las aclamaciones se le antepone un "tropo".

#### Gloria
Se canta o reza el himno del Gloria, cuyo texto es invariable. El Gloria es un antiquísimo y venerable himno con que la Iglesia cristiana católica (universal) reunida o congregada en el Espíritu Santo, glorifica a Dios Padre y al Cordero y le presenta sus súplicas. 
El texto de este himno nunca puede cambiarse por otro. Lo entona, es decir, lo enuncia o inicia el sacerdote y, según casos excepcionales el cantor o el coro, y luego, lo cantan todos juntos o el pueblo alternando con los coros/cantores, o solo la schola. Si no se canta, al menos lo han de recitar todos, o juntos o a dos coros que se responden alternativamente. Se canta los domingos, en las solemnidades y en las fiestas y en algunas peculiares celebraciones más solemnes, fuera de los tiempos de Adviento y de Cuaresma y las misas de difuntos.

#### Oración colecta
Es aquella en la que el sacerdote recoge todas las intenciones de la comunidad. Suele resumir el carácter del día o la fiesta que se está celebrando. Comienza con la invitación del sacerdote a la oración. Todo el pueblo congregado, se une con el sacerdote, permaneciendo un momento/instante en silencio para hacerse conscientes de estar en la presencia de Dios y formular interiormente sus súplicas. Entonces el sacerdote lee la oración que se suele denominar colecta, por medio de la cual se expresa la índole de la celebración. Siguiendo una antigua tradición de la Iglesia, la oración colecta suele dirigirse a Dios Padre, por medio de Cristo y en el Espíritu Santo y se termina con la conclusión trinitaria, que es la más larga, del siguiente modo: Si se dirige al Padre: Por nuestro Señor Jesucristo, tu Hijo, que vive y reina contigo en la unidad del Espíritu Santo y es Dios por los siglos de los siglos; si se dirige al Padre, pero al fin de esta oración se menciona al Hijo: Él, que vive y reina contigo Dios Padre todopoderoso en la unidad del Espíritu Santo y es Dios por los siglos de los siglos; si se dirige al Hijo: Tú que vives y reinas con el Padre en la unidad del Espíritu Santo y eres Dios por los siglos de los siglos. El pueblo, para unirse a esta súplica, la hace suya con la aclamación: Amén. En la Misa se dice siempre una única colecta.

### Liturgia de la palabra
La liturgia de la palabra comprende las lecturas tomadas de la Sagrada Escritura, que son desarrolladas con la homilía, la profesión de fe (el credo) y la Oración de los fieles. En las lecturas, que luego explica la homilía, Dios habla a su pueblo, descubriendo el misterio de la redención y salvación, y ofreciendo alimento espiritual. El mismo Cristo, por su palabra, se hace presente en medio de los fieles. Esta palabra divina la hace suya el pueblo con el silencio y los cantos, y muestra su adhesión a ella con la profesión de fe; y una vez nutrido con ella, en la oración universal hace súplicas por las necesidades de la Iglesia entera y por la salvación de todo el mundo. 
La Liturgia de la Palabra se ha de celebrar de manera que favorezca la meditación y, en consecuencia, hay que evitar toda forma de precipitación que impida el recogimiento. Conviene que haya en ella unos breves momentos de silencio, acomodados a la asamblea, en los que, con la gracia del Espíritu Santo, se perciba en el corazón la Palabra de Dios y se prepare la respuesta a través de la oración. Estos momentos de silencio pueden observarse, por ejemplo, antes de que se inicie la misma liturgia de la palabra, después de la primera y la segunda lectura, y una vez concluida la homilía.

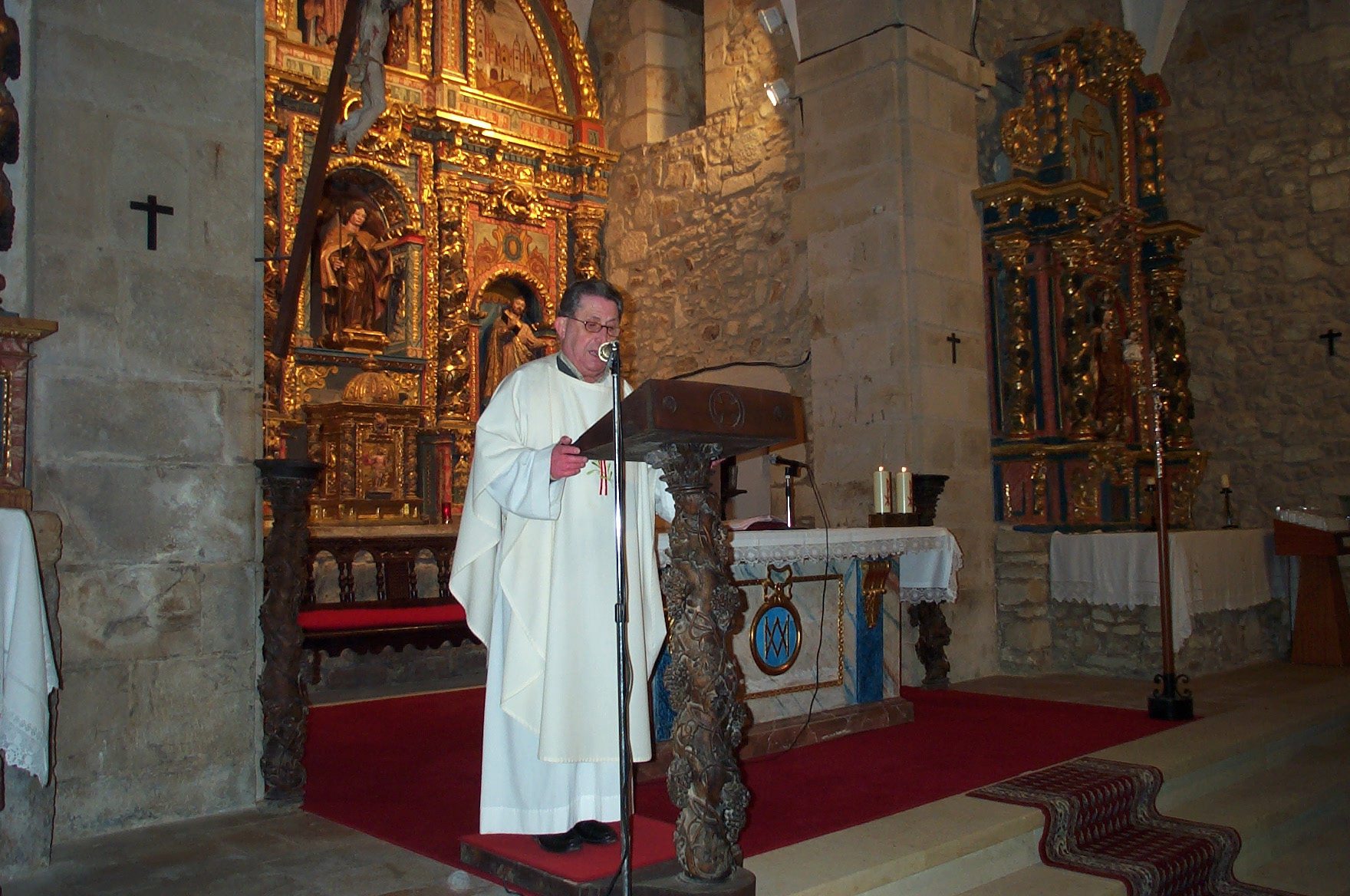
Sacerdote leyendo el Evangelio.

En esta parte, se hace lectura de la Biblia. Las tres primeras partes pueden ser leídas por laicos, aunque en estricto rigor le corresponden al Lector instituido, orden preparatoria al sacerdocio que reciben los seminaristas poco antes del diaconado. En las lecturas se dispone la mesa de la Palabra de Dios a los fieles y se les abren los tesoros bíblicos. Se debe, por tanto, respetar la disposición de las lecturas bíblicas por medio de las cuales se ilustra la unidad de ambos Testamentos y la historia de la salvación. No es lícito sustituir las lecturas y el salmo responsorial, que contienen la palabra de Dios, por otros textos no bíblicos. En la Misa celebrada con la participación del pueblo, las lecturas se proclaman siempre desde el ambón. Según la tradición, el oficio de proclamar las lecturas no es presidencial, sino ministerial. Así pues, las lecturas las proclama el lector, pero el Evangelio lo debe proclamar el diácono, y, en ausencia de este, lo ha de anunciar otro sacerdote. Si no se cuenta con un diácono o con otro sacerdote, el mismo sacerdote celebrante lee el Evangelio; y si no se dispone de otro lector idóneo, el sacerdote celebrante proclama también las otras lecturas. 
Solo hay dos ocasiones en las cuales el evangelio es proclamado por tres personas (Laicos, diáconos u otro sacerdote), que corresponden a la lectura de la pasión del Señor, los Domingos de Ramos y los Viernes Santos.  Después de cada lectura, el que lee pronuncia la aclamación. Con su respuesta, el pueblo congregado rinde homenaje a la Palabra de Dios acogida con fe y gratitud. El lector debe hacer reverencia hacia el altar, no hacia el sagrario. Al salir, hace la reverencia al pasar delante del altar, y al volver la hace desde el ambón.

#### Primera Lectura
La primera lectura suele ser tomada del Antiguo Testamento. En Pascua de Resurrección suele ser tomada del Apocalipsis y los Hechos de los Apóstoles.

#### Salmo responsorial
Se canta o recita un fragmento de un salmo tomado del libro homónimo (excepto en la Vigilia pascual en la cual se recita un fragmento del libro del éxodo en la tercera lectura de siete), en forma antifonal: los fieles repiten una antífona y un salmista, lector, u otra persona idónea lee o canta los versículos del salmo. Esta parte de la Eucaristía goza de una gran importancia litúrgica y pastoral, ya que favorece la meditación de la palabra de Dios. El salmo responsorial ha de responder a cada lectura y ha de tomarse, por lo general, del Leccionario. Se ha de procurar que se cante el salmo responsorial íntegramente, o, al menos, la respuesta que corresponde al pueblo. El salmista o cantor del salmo proclama sus estrofas desde el ambón o desde otro sitio oportuno, mientras toda la asamblea escucha sentada y participa además con su respuesta, a no ser que el salmo se pronuncie de modo directo, o sea, sin el versículo de respuesta. Con el fin de que el pueblo pueda decir más fácilmente la respuesta sálmica, pueden emplearse algunos textos de respuestas y de salmos que se han seleccionado según los diversos tiempos del año o según los distintos grupos de santos, en lugar de los textos correspondientes a la lectura, cada vez que se canta el salmo. Si el salmo no puede cantarse, se recita según el modo que más favorezca la meditación de la palabra de Dios. En lugar del salmo asignado en el leccionario pueden cantarse también o el responsorio gradual del Gradual romano o el salmo responsorial o el aleluyático del Gradual simple, tal como figuran en estos mismos libros.

#### Segunda lectura
Es tomada de las epístolas de los apóstoles -especialmente las de San Pablo- del Nuevo Testamento. Generalmente es un pasaje de alguna epístola. Esta lectura se omite en los días de semana, a no ser que coincida con una solemnidad.

#### Aleluya
Es una aclamación que precede a la proclamación del Evangelio. Se canta después de la lectura que precede inmediatamente al Evangelio, y puede ser sustituido por otro canto establecido por la rúbrica, según las exigencias del tiempo litúrgico. Esta aclamación constituye de por sí un rito o un acto con el que la asamblea de los fieles acoge y saluda al Señor que les va a hablar en el Evangelio, y profesa su fe con el canto. Lo cantan todos de pie, y, si procede, se repite; el verso lo canta el coro o un cantor. El Aleluya se canta en todos los tiempos litúrgicos, excepto en el tiempo de Cuaresma, en el que, en lugar del Aleluya se canta el verso que presenta el Leccionario antes del Evangelio, llamado tracto o aclamación. Quizá las más conocidas de estas aclamaciones sean las de Semana Santa. Si hay una sola lectura antes del Evangelio, se puede tomar o el salmo aleluyático o el salmo y el Aleluya con su versículo. En el tiempo litúrgico en que no se ha de decir Aleluya, se puede tomar o el salmo y el versículo que precede al Evangelio o el salmo solo. Si no se cantan, el Aleluya o el verso antes del Evangelio pueden omitirse. La "secuencia", que, fuera de los días de Pascua y Pentecostés, es facultativa, se canta antes del Aleluya.

### Evangelio
El sacerdote inicia la lectura diciendo "Lectura del Santo Evangelio según..." ("Lectio sancti Evangelii secúndum N." en latín), a lo que el pueblo responde diciendo "Gloria a Ti, Señor" ("Gloria tibi, Dómine" en latín) y haciendo la señal de la cruz en la frente, labios y pecho. Al final se aclama "Gloria a Ti, Señor Jesús" ("Laus tibi, Christe" en latín). La proclamación del Evangelio constituye la culminación de la Liturgia de la Palabra. La misma liturgia enseña que se le debe tributar suma veneración, ya que la distingue por encima de las otras lecturas con especiales muestras de honor, sea por razón del ministro encargado de anunciarlo y por la bendición u oración con que se dispone a hacerlo, inclusive empleando incienso en los días solemnes, acompañado de los acólitos portando cirios a los costados del ambón, sea por parte de los fieles, que con sus aclamaciones reconocen y profesan la presencia de Cristo que les habla, y escuchan la lectura puestos en pie; sea, finalmente, por las mismas muestras de veneración que se tributan al Evangeliario. Solamente hay dos excepciones en el año a la hora de la lectura del Evangelio que son el Domingo de Ramos y el Viernes Santo, días en los que se lee la Pasión del Señor.

#### Homilía
El sacerdote hace una prédica, generalmente en torno a las lecturas, el Evangelio, la festividad del día o algún acontecimiento relevante. Solo es obligatoria los domingos y fiestas de guardar. La homilía es parte de la liturgia y muy recomendada, pues es necesaria para alimentar la vida cristiana. Conviene que sea una explicación de algún aspecto particular de las lecturas, de otro texto del ordinario o del propio de la misa del día, teniendo siempre presente el misterio que se celebra y las particulares necesidades de los oyentes. La homilía la pronuncia ordinariamente el sacerdote celebrante, un sacerdote concelebrante o, según la oportunidad, un diácono, pero nunca un laico. En casos peculiares y con una causa justa pueden pronunciarla también un obispo o un presbítero que asisten a la celebración pero no concelebran. Los domingos y fiestas de precepto ha de haber homilía, y no se puede omitir sin causa grave en ninguna de las misas que se celebran con asistencia del pueblo. Los demás días se recomienda, sobre todo, en los feriales de Adviento, Cuaresma y Tiempo Pascual, y también en otras fiestas y ocasiones en que el pueblo acude numeroso a la iglesia. Tras la homilía es oportuno guardar un breve silencio. En algunos casos (principalmente en la celebración del tedeum), la homilía finaliza con un canto realizado por la schola y seguido por la asamblea. Sin embargo, cuando hay misa con niños o en familia, la homilía puede ser un diálogo entre el celebrante principal, uno de sus concelebrantes o un diácono con los niños y el resto de la feligresía, sobre las mismas lecturas bíblicas proclamadas. En las misas de ordenación diaconal, sacerdotal o episcopal, según corresponda, se hace la presentación de los ordenandos en las 2 primeras, se canta una invocación al Espíritu Santo y se lee la bula correspondiente en la episcopal.[cita requerida]

#### Oración de los fieles
Se realizan peticiones de parte de la asamblea, por sus necesidades, a Dios. En la oración universal u oración de los fieles, el pueblo, responde de alguna manera a la palabra de Dios acogida en la fe y ejerciendo su sacerdocio bautismal, ofrece a Dios sus peticiones por la salvación de todos. Conviene que esta oración se haga normalmente en las Misas a las que asiste el pueblo, de modo que se eleven súplicas por la santa Iglesia, por los gobernantes, por los que sufren alguna necesidad y por todos los hombres y la salvación de todo el mundo. Las series de intenciones, normalmente, serán las siguientes: por las necesidades de la Iglesia, por los que gobiernan las naciones y por la salvación del mundo, por los que padecen por cualquier dificultad y por la comunidad local. Sin embargo, en alguna celebración particular, como en la Confirmación, el Matrimonio o las Exequias, el orden de las intenciones puede amoldarse mejor a la ocasión. Corresponde al sacerdote celebrante dirigir esta oración desde la sede. Él mismo la introduce con una breve monición en la que invita a los fieles a orar, y la concluye con una oración. Las intenciones que se proponen han de ser sobrias, formuladas con sabia libertad, en pocas palabras, y han de reflejar la oración de toda la comunidad. Las pronuncia el diácono o un cantor o un lector o un fiel laico desde el ambón o desde otro lugar conveniente. El pueblo, permaneciendo de pie, expresa su súplica bien con la invocación común después de la proclamación de cada intención, o bien rezando en silencio. Esta es omitida en las ceremonias del sacramento del orden en cualquiera de las 3 y en las dedicaciones de templos, siendo reemplazada por las letanías de los santos.[cita requerida]
Dominus vobiscum (lat. "El Señor esté con vosotros") es la forma latina antigua del saludo del sacerdote a la comunidad al inicio de cada una de las partes de la misa. La comunidad responde, en cada ocasión: "Et cum spiritu tuo" ("Y con tu espíritu.").
Esta fórmula proviene de la Biblia (Ruth 2,4 y Tim. 4,22).

### Liturgia de laEucaristía
Esta es la parte nuclear y central de toda la misa pues según la fe católica, Jesucristo mismo se hace presente en las Especies Eucarísticas en Su Cuerpo, Sangre, Alma y Divinidad (ver transubstanciación). En la última Cena, Cristo instituyó el sacrificio y convite pascual, por medio del cual el sacrificio de la cruz se hace continuamente presente en la Iglesia cuando el sacerdote, que representa a Cristo Señor (alter Christus), realiza lo que el mismo Señor hizo y encargó a sus discípulos que hicieran en memoria de Él. Cristo, en efecto, tomó en sus manos el pan y el cáliz, dio gracias, lo partió y lo dio a sus discípulos diciendo: "Tomad, comed, bebed; esto es mi Cuerpo; éste es el cáliz de mi Sangre. Haced esto en conmemoración mía". De ahí que la Iglesia haya ordenado toda la celebración de la liturgia eucarística según estas mismas partes que corresponden a las palabras y gestos de Cristo. En la preparación de las ofrendas se llevan al altar el pan y el vino con el agua; es decir, los mismos elementos que Cristo tomó en sus manos. En la Plegaria eucarística o anáfora se dan gracias a Dios por toda la obra de la salvación y las ofrendas se convierten en el Cuerpo y Sangre de Cristo. Por la fracción del pan y por la Comunión, los fieles, aun siendo muchos, reciben de un solo pan el Cuerpo y de un solo cáliz la Sangre del Señor, del mismo modo que los Apóstoles lo recibieron de manos del mismo Cristo.

#### Ofertorio
Las especies eucarísticas (pan y vino) son ofrecidas a Dios por el sacerdote, quien además se purifica mediante el lavado de manos. En este momento se canta la antífona de ofertorio del día, o en su defecto, un canto apropiado o mero silencio. Al comienzo de la liturgia eucarística se llevan al altar los dones que se convertirán en el Cuerpo y Sangre de Cristo. En primer lugar, se prepara el altar o mesa del Señor, que es el centro de toda la liturgia eucarística, y colocando sobre él el corporal, el purificador, el misal y el cáliz, que también se puede preparar en la credencia. Se traen a continuación las ofrendas: es de alabar que el pan y el vino lo presenten los mismos fieles. El sacerdote o el diácono los recibirá en un lugar oportuno para llevarlo al altar. Aunque los fieles no traigan pan y vino de su propiedad, con este destino litúrgico, como se hacía antiguamente, el rito de presentarlos conserva su sentido y significado espiritual. También se puede aportar dinero u otras donaciones para los pobres o para la iglesia, que los fieles mismos pueden presentar o que pueden ser recolectados en la iglesia, y que se colocarán en el sitio oportuno, fuera de la mesa eucarística (colecta). Acompaña a esta procesión en que se llevan las ofrendas el canto del ofertorio, que se alarga por lo menos hasta que los dones han sido depositados sobre el altar. Las normas sobre el modo de ejecutar este canto son las mismas dadas para el canto de entrada. Al rito para el ofertorio siempre se le puede unir el canto, incluso sin la procesión con los dones. El sacerdote pone el pan y el vino sobre el altar mientras dice las fórmulas establecidas. El sacerdote puede incensar las ofrendas colocadas sobre el altar y después la cruz y el mismo altar, para significar que la oblación de la Iglesia y su oración suben ante el trono de Dios como el incienso. Después son incensados, sea por el diácono o por otro ministro, el sacerdote, en razón de su sagrado ministerio, y el pueblo, en razón de su dignidad bautismal.

#### Oración sobre las ofrendas
Terminada la colocación de las ofrendas y los ritos que la acompañan, se concluye la preparación de los dones con la invitación a orar juntamente con el sacerdote, que dice: «Orad, hermanos, para que este sacrificio mío y vuestro sea agradable a Dios, Padre Todopoderoso», a lo que el pueblo responde: "el Señor reciba de tus manos este sacrificio para alabanza y gloria de su nombre, para nuestro bien y el de toda su santa Iglesia".  A continuación, pronuncia la oración sobre las ofrendas, quedando todo preparado para la plegaria eucarística. En la misa se reza una sola oración sobre los dones que termina con la conclusión breve, es decir: «Por Jesucristo, nuestro Señor». Pero si en su final se hubiera mencionado al Hijo, entonces termina así: «Él, que vive y reina por los siglos de los siglos». Uniéndose a la oración, el pueblo hace suya la plegaria mediante la aclamación: «Amén».

#### Plegaria eucarística
Ahora empieza el centro y la cumbre de toda la celebración. La Plegaria eucarística es una plegaria de acción de gracias y de consagración. El sacerdote invita al pueblo a elevar el corazón hacia Dios, en oración y acción de gracias, y lo asocia a su oración que él dirige en nombre de toda la comunidad, por Jesucristo en el Espíritu Santo, a Dios Padre. El sentido de esta oración es que toda la congregación de los fieles se una con Cristo en el reconocimiento de las grandezas de Dios y en la ofrenda del sacrificio. La Plegaria eucarística exige que todos la escuchen con silencio y reverencia. Los principales elementos de que consta la Plegaria eucarística pueden distinguirse de esta manera: 
- Prefacio. Es un himno, que empieza con un diálogo entre el sacerdote y los fieles. Resume la alabanza y la acción de gracias propia de la fiesta que se celebra. En esta acción de gracias, el sacerdote, en nombre de todo el pueblo santo, glorifica a Dios Padre y le da las gracias por toda la obra de salvación o por alguno de sus aspectos particulares, según las variantes del día, festividad o tiempo litúrgico.

- Sanctus ("Santo"). Los fieles junto con el sacerdote cantan, o rezan, el Sanctus: Sanctus, sanctus, sanctus Dominus Deus sabaoth. Pleni sunt caeli et terrae gloria tua. Hossana in excelsis. Benedictus qui venit in nomine Domini. Hossana in excelsis ("Santo, Santo, Santo es el Señor, Dios de los Ejércitos [traducido como "del Universo"]. Llenos están el Cielo y la tierra de tu gloria. Hosanna en el Cielo. Bendito el que viene en nombre del Señor. Hosanna en el Cielo").

- Epíclesis. En la Epíclesis, la Iglesia a través del sacerdote, por medio de determinadas invocaciones, implora la fuerza del Espíritu Santo para que los dones que han presentado los hombres queden consagrados, es decir, se conviertan en el Cuerpo y Sangre de Cristo, y para que la Víctima Inmaculada que se va a recibir en la Comunión sea para salvación de quienes la reciban. En otros ritos esta invocación se hace después.

- Consagración. El sacerdote relata la institución de la eucaristía en el Jueves Santo (anámnesis eucarística), usando las mismas palabras de Jesús sobre las especies: sobre el pan, "Hoc est enim corpus meum (...)" ("Esto es mi Cuerpo...") y sobre el vino, "Hic est enim calix sanguinem meam (...)" ("Este es el cáliz de mi Sangre..."). Cuando el sacerdote dice estas palabras sobre el pan de harina de trigo sin levadura y el vino de uva, con la intención de consagrar, la substancia del pan y del vino desaparecen (no obstante los accidentes permanecen) siendo reemplazados por el Cuerpo y la Sangre de Jesucristo. En esta parte de la Misa, todos permanecen de rodillas. En el relato de la institución y consagración, con las palabras y gestos de Cristo, se realiza el sacrificio que el mismo Cristo instituyó en la última Cena, cuando bajo las especies de pan y vino ofreció su Cuerpo y su Sangre y se lo dio a los Apóstoles en forma de comida y bebida, y les encargó perpetuar ese mismo misterio.

- Anámnesis e Intercesiones. El sacerdote prosigue la oración eucarística recordando los misterios principales de la vida de Jesucristo, conmemorando a algunos santos (en primer lugar a la Virgen María), y haciendo peticiones por el Papa, el obispo del lugar, los fieles difuntos y los circunstantes. En la anámnesis, la Iglesia, al cumplir este encargo que, a través de los Apóstoles, recibió de Cristo Señor, realiza el memorial del mismo Cristo, recordando principalmente su bienaventurada pasión, su gloriosa resurrección y ascensión al cielo. En la Oblación, la Iglesia, especialmente la reunida aquí y ahora, ofrece en este memorial al Padre en el Espíritu Santo la víctima inmaculada. La Iglesia pretende que los fieles no solo ofrezcan la víctima inmaculada, sino que aprendan a ofrecerse a sí mismos y que de día en día perfeccionen, con la mediación de Cristo, la unidad con Dios y entre sí, para que, finalmente, Dios lo sea todo en todos. Las Intercesiones dan a entender que la Eucaristía se celebra en comunión con toda la Iglesia, celeste y terrena, y que la oblación se hace por ella y por todos sus fieles, vivos y difuntos, miembros que han sido llamados a participar de la salvación y redención adquiridas por el Cuerpo y Sangre de Cristo.

- Doxología final. La Doxología final expresa la glorificación de Dios, y se concluye y confirma con la aclamación del pueblo: "Amén". La aclamación se puede repetir hasta tres veces. El sacerdote eleva las Especies Eucarísticas y dice en voz alta (o canta): "Per ipsum et cum ipso et in ipso, est tibi Deo Patri omnipotenti, in unitate Spiritus Sancti, omnis honor et gloria per omnia saecula saeculorum" ("Por Cristo, con Él y en Él, a Ti Dios Padre omnipotente, en la unidad del Espíritu Santo, todo honor y toda gloria por los siglos de los siglos"), a lo cual los fieles responden Amen.

#### Rito de la Comunión
- Padre Nuestro.

- Ad pacem (Rito de la paz). El sacerdote solo reza la oración Ad pacem ("Domine Iesu Christe, qui dixisti...") ("Señor Jesucristo, que dijiste...") tras la cual, invita a los fieles a darse un saludo de paz. Con este rito, la Iglesia implora la paz y la unidad para sí misma y para toda la familia humana, y los fieles expresan la comunión eclesial y la mutua caridad, antes de comulgar en el Sacramento. Por lo que se refiere al mismo rito de darse la paz, establezcan las Conferencias de los Obispos el modo más conveniente, según el carácter y las costumbres de cada pueblo. No obstante, conviene que cada uno exprese sobriamente la paz solo a quienes tiene más cerca.

- Fracción del pan

El sacerdote parte el pan eucarístico con la ayuda, si procede, del diácono o de un concelebrante. El gesto de la fracción del pan, realizado por Cristo en la última Cena, y que en los tiempos apostólicos fue el que sirvió para denominar la íntegra acción eucarística, significa que los fieles, siendo muchos, en la Comunión de un solo pan de vida, que es Cristo muerto y resucitado para la vida del mundo, se hacen un solo cuerpo (1 Co 10,17). La fracción se inicia tras el intercambio del signo de la paz y se realiza con la debida reverencia, sin alargarla de modo innecesario ni que parezca de una importancia inmoderada. Este rito está reservado al sacerdote y al diácono. El sacerdote realiza la fracción del pan y deposita una partícula de la hostia en el cáliz, para significar la unidad del Cuerpo y de la Sangre del Señor en la obra salvadora, es decir, del Cuerpo de Cristo Jesús viviente y glorioso.
- Agnus Dei (Cordero de Dios)

Todos recitan o cantan la oración "Agnus Dei, qui tollis..." ("Cordero de Dios, que quitas..."). El sacerdote luego eleva la Hostia y dice "Ecce Agnus Dei, ecce qui tollit peccata mundi. Beatae qui ad caenam Agni vocati sunt" ("Este es el Cordero de Dios que quita el pecado del mundo. Dichosos los invitados a la cena del Señor"). Los fieles, de pie o de rodillas, responden: "Domine, non sum dignus ut intres sub tectum meum, sed tantum dic verbo et sanabitur anima mea" ("Señor, no soy digno (a) de que entres en mi casa, pero una palabra tuya bastará para sanarme"). Esta invocación acompaña a la fracción del pan y, por eso, puede repetirse cuantas veces sea necesario hasta que concluya el rito. La última vez se concluye con las palabras: danos la paz.
- Comunión

Los fieles que se encuentran preparados -esto es, sin haber cometido un pecado mortal desde su última confesión y habiendo ayunado durante una hora- pueden acercarse a recibir la Comunión. El cantor o la schola pueden cantar la antífona de Comunión, aunque puede cantarse también otro canto o cantos apropiados. El sacerdote se prepara con una oración en secreto para recibir con fruto el Cuerpo y Sangre de Cristo. Los fieles hacen lo mismo, orando en silencio (Comunión espiritual). Luego el sacerdote muestra a los fieles el pan eucarístico sobre la patena o sobre el cáliz y los invita al banquete de Cristo; y, juntamente con los fieles, hace, usando las palabras evangélicas prescritas, un acto de humildad. Es muy de desear que los fieles, como el mismo sacerdote tiene que hacer, participen del Cuerpo del Señor con pan consagrado en esa misma Misa y, en los casos previstos, participen del cáliz, de modo que aparezca mejor, por los signos, que la Comunión es una participación en el Sacrificio que se está celebrando. Mientras el sacerdote comulga el Sacramento, comienza el canto de Comunión, canto que debe expresar, por la unión de voces, la unión espiritual de quienes comulgan, demostrar la alegría del corazón y manifestar claramente la índole "comunitaria" de la procesión para recibir la Eucaristía. El canto se prolonga mientras se administra el Sacramento a los fieles. Se debe procurar que también los cantores puedan comulgar cómodamente. Para canto de Comunión se puede emplear o la antífona romano, con salmo o sin él, o la antífona con el salmo del Gradual simple, o algún otro canto adecuado, aprobado por la Conferencia de los Obispos. Lo cantan el coro solo o también el coro o un cantor, con el pueblo. Si no hay canto, la antífona propuesta por el Misal puede ser rezada por los fieles, o por algunos de ellos, o por un lector, o, en último término, la recitará el mismo sacerdote, después de haber comulgado y antes de distribuir la Comunión a los fieles. Cuando se ha terminado de distribuir la Comunión (que puede ser recibida de rodillas), el sacerdote y los fieles, si se juzga oportuno, pueden orar un espacio de tiempo en silencio. Si se prefiere, toda la asamblea puede también cantar un salmo, o algún otro canto de alabanza o un himno.
- Purificación de los vasos sagrados

Tras dar la Comunión a los fieles que se acercaron, el sacerdote termina de consumir la Sangre y luego purifica todos los cálices y utensilios utilizados durante la Misa. Las sagradas Formas, u Hostias, que pueden haber quedado se reservan en el sagrario.
- Oración después de la Sagrada Comunión

### Ritos de despedida
- Bendición. Antes de la bendición, se pueden introducir breves avisos para los fieles.[cita requerida] Con la bendición final, el sacerdote bendice a los fieles "In nomine Patris et Filii et Spiritus Sancti" ("en el nombre del Padre y del Hijo y del Espíritu Santo"); puede ser recibida de rodillas. En una bendición solemne, la fórmula es más larga, ya que se enriquece y amplía con la oración sobre el pueblo o con otra fórmula más solemne. Si la Misa la oficia un obispo (Misa pontifical), traza la señal de la cruz tres veces sobre los fieles. El diácono, o el sacerdote si no lo hubiera, despide al pueblo diciendo "Ite, missa est" ("Podeis iros, la Misa ha concluido") o "Benedicamus Domino" ("Bendigamos al Señor"), dependiendo de la Misa, a lo cual el pueblo responde "Deo gratias" ("Demos gracias a Dios"). La despedida del pueblo por parte del diácono o del sacerdote tiene como objetivo que cada uno regrese a sus quehaceres alabando y bendiciendo a Dios. El beso del altar por parte del sacerdote y del diácono y después una inclinación profunda del sacerdote, del diácono y de los demás ministros, concluyen la eucaristía.

Es sumamente común continuar con un canto final, generalmente dedicado a la Virgen María; en algunos lugares, además, se agrega la tradicional oración a San Miguel Arcángel. El rito de la bendición solo se suprime en Jueves Santo, cuando se realiza la adoración solemne al Santísimo Sacramento.

## Clases de Misas
Por razón de la solemnidad, las misas pueden ser solemnes, cantadas o rezadas.
- Misa solemne, es la que tiene canto, ministros sagrados (diácono y subdiácono, por ejemplo para el rito romano) e incensación.
- Misa cantada, tiene canto y puede tener o no incensación.
- Misa rezada, aquella que se dice sin canto. También se la conoce como sencilla o privada.[12]

Además existe la llamada misa pontifical, que es aquella misa solemne celebrada por el obispo, en ocasiones especiales en las que el obispo ejerce su ministerio específico (como el sacramento de la confirmación, el sacramento del orden sacerdotal, la dedicación y consagración de un templo o la bendición de los santos óleos en la misa crismal), o que por la solemnidad de la fiesta, ameritan una celebración con mayor realce. En todas ellas, el obispo reviste las insignias pontificales: calzado litúrgico, amito, alba, cíngulo, cruz pectoral, estola, tunicela, dalmática, la quirotecas, la casulla o planeta, mitra, el anillo episcopal, el manípulo y el báculo.

### Misa mozárabe
Es la que sigue el rito de la iglesia hispánica mozárabe, todavía permitido hoy en una de las capillas de la catedral de Toledo y en otros lugares de España, en homenaje a los santos y mártires hispanorromanos y visigodos de España.

### Misa de Ánimas
En general es cualquier misa oficiada por las almas del Purgatorio, bien en honor a todas, bien en honor a los difuntos de una familia en concreto.

### Misa de velaciones
Misa votiva pro sponsis o en favor de los esposos (prohibida en tiempos penitenciales) durante la cual se realiza la ceremonia de la velación. En esta ceremonia se cubre con un velo los hombros del varón y completamente la cabeza de la mujer. La misma se celebra para propiciar que los hijos de la pareja casada se eduquen cristianamente y que en algún momento sigan el llamado a la vocación religiosa. En la liturgia se sostenía sobre los esposos un velo, y existía un libro en las parroquias donde se consignaban esas misas, el Libro de velaciones.

### Misaseca
Tipo de misa en la cual solo se recitan las oraciones de la misma, sin ofertorio, consagración ni comunión. Aparece mencionada por primera vez en un documento que data del siglo IX, bajo el nombre de Missa Sicca y experimentó su auge en la Edad Media. Su origen se debe a que el sacerdote en ciertas ocasiones no tenía acceso a pan o vino, y debía celebrar misa. O cuando celebraba una boda o un funeral por la tarde temprano, momento en el que la Eucaristía estaba prohibida. Además, algunos la conocen como "misa náutica", ya que es la que se celebra en alta mar, donde se correría el riesgo de derramar el vino o tirar las hostias con el vaivén del barco. En numerosas órdenes monásticas (sobre todo, los monjes cartusianos o cartujos) los monjes estaban obligados a celebrar una misa seca en la intimidad de sus celdas. A partir de ahí, esta tradición pasó a los laicos, que la solían rezar cuando no podían asistir a la iglesia, ya que se trata de un rito que puede ser celebrado por cualquiera; al igual que la Liturgia de las Horas, porque no hay nada en él que sea exclusivamente apto para un sacerdote. En este tipo de misas, la comunión es espiritual, no sacramental. Hoy en día esta práctica ha caído casi en desuso.

### Misa de réquiem
O réquiem a secas (del latín requiem, 'descanso'), también denominada en latín missa pro defunctis o missa defunctorum, es la que se hace por el eterno descanso del alma de un difunto. Se ruega por las almas de los difuntos justo antes del entierro, o en las ceremonias de recuerdo o conmemoración. Este servicio se observa también en otras iglesias cristianas, como la anglicana y la ortodoxa. Su nombre proviene de las primeras palabras del introito: «Requiem æternam dona eis, Domine, et lux perpetua luceat eis» («Concédeles el descanso eterno, Señor, y que brille para ellos la luz perpetua»).

### Misa de gallo
También llamada Vigilia de Navidad, Misa Vespertina de la Vigilia de Navidad (o de los pastores o del Pollito) es la denominación popular de la misa católica que se celebra generalmente antes de la medianoche de la Nochebuena, en conmemoración del nacimiento de Jesús de Nazaret.

## En el protestantismo

### Luteranismo
Para Lutero la sustancia del pan permanece. De ahí las palabras de su discípulo Melanchton, que se oponía fuertemente a la adoración del Santísimo Sacramento: "Cristo instituyó la Eucaristía como memorial de su Pasión. Adorarlo no es más que idolatría".
En el Luteranismo, posteriormente se estableció un único orden de la "misa" que incluía el Introito, el Gloria, la Epístola, el Evangelio y el Sanctus, seguido de un sermón. Tanto el Ofertorio como el Canon, donde se mencionaba explícitamente el carácter sacrificial de la Misa, fueron abolidos. Desde ese momento el celebrante sacerdote solamente narraría la institución de la Última Cena en alemán — y no en latín —, recitando fuertemente y en alemán las palabras de la Consagración, y distribuyendo la Comunión bajo ambas especies. 
El Agnus Dei, la oración de la Comunión y el Benedicamus Domino se cantaban al final de la celebración (Christiani, p 281-85). De esta manera se logró conservar en un primer momento una "apariencia exterior similar" a la de la liturgia católica, aunque progresivamente el alemán reemplazó al latín como lengua litúrgica y posteriormente se suscitaran una serie de cambios radicales en las diversas facciones y grupos (luego denominaciones) que fueron surgiendo en este heterogéneo movimiento reformista. Esto derivó inevitablemente en la enorme tergiversación litúrgica que hoy existe entre las diferentes denominaciones luteranas.